# Doktor Murek zredukowany
Doktor Murek zredukowany – powieść Tadeusza Dołęgi-Mostowicza z 1936 roku opowiadająca o losach Franciszka Murka. Jej kontynuacją jest powieść Drugie życie doktora Murka, wydana w tym samym roku.

## Treść
Urzędnik magistratu, doktor praw Franciszek Murek, traci pracę wskutek bezpodstawnego oskarżenia. Nie będąc w stanie odzyskać utraconej pozycji społecznej, popada w skrajną nędzę i staje się bezdomny. Jest człowiekiem uczciwym, co w zmaterializowanym i totalnie skorumpowanym społeczeństwie jest ogromną przeszkodą w walce o byt. Kolejne doświadczenia, kontakty z różnymi środowiskami – od przedstawicieli władzy po komunistów i bandytów – przynoszą mu jedynie gorzkie rozczarowania. Zdesperowany i rozgoryczony postanawia skończyć z uczciwością.

## Adaptacje
Cykl powieści o doktorze Murku cieszył się dużym powodzeniem wśród czytelników. Był też dwukrotnie ekranizowany oraz powstała adaptacja radiowa:
- Doktór Murek – film  z 1939 roku z Franciszkiem Brodniewiczem w roli tytułowej
- Doktor Murek – 12-odcinkowy serial radiowy z 1978 roku, reż. Juliusz Owidzki, w roli głównej Roman Wilhelmi[1]
- Doktor Murek – 7-odcinkowy serial telewizyjny z 1979 roku, w roli głównej Jerzy Zelnik